# Stipe Miočić
Stipe Miočić (Independence, 19 augustus 1982) is een Amerikaans MMA-vechter van Kroatische afkomst. Hij was van 14 mei 2016 tot 7 juli 2018 en van op 16 augustus 2019 tot 27 maart 2021 UFC-wereldkampioen zwaargewicht (93+ kilo).

## Carrière
Miočić is een zoon van Kroatische immigranten. Hij speelde in zijn jeugd voetbal, basketbal en deed aan worstelen en boksen. In februari 2010 vocht hij voor het eerst in een MMA-wedstrijd. Miočić won zijn eerste vijf gevechten allemaal middels knock-out (KO) of technisch knock-out (TKO) en liet in zijn zesde partij tegenstander Bobby Brents in de tweede ronde opgeven na een serie van trappen naar diens benen. Hiermee werd hij kampioen zwaargewicht van de organisatie NAAFS.
Miočić debuteerde in oktober 2011 onder de vlag van de UFC, tegen Joey Beltran. Hij moest die dag voor het eerst drie ronden van vijf minuten volmaken en het oordeel van de jury afwachten. Die wees hem unaniem aan als winnaar. Miočić versloeg daarna ook Philip De Fries (KO) en Shane del Rosario (TKO), waarna hij op 29 september 2012 voor het eerst een nederlaag leed. Stefan Struve sloeg hem die dag na 3.50 minuten in de tweede ronde TKO. Miočić herstelde zich van zijn eerste verliespartij met overwinningen op Roy Nelson, Gabriel Gonzaga (beide middels unanieme jurybeslissing) en Fábio Maldonado (TKO). Hij moest in december 2014  voor het eerst in zijn leven vijf ronden van vijf minuten volmaken, tegen voormalig wereldkampioen Junior dos Santos. Miočić  leed die dag de tweede nederlaag in zijn carrière, ditmaal op basis van een unanieme jurybeslissing.

### Eerste UFC-titel
Na het verlies tegen Dos Santos versloeg Miočić zowel Mark Hunt als Andrei Arlovski middels TKO, zijn negende en tiende overwinning op basis van knock-out. Vervolgens kreeg hij een onvoorziene kans om voor de wereldtitel te vechten. Toenmalig wereldkampioen Fabrício Werdum zou het in februari 2016 eigenlijk opnemen tegen Cain Velasquez, maar die zegde geblesseerd af. Miočić mocht daarom zijn plaats innemen. Anderhalve week voor de partij liep ook Werdum een blessure op en verdween de hele partij van het schema, maar op 15 mei 2016 vond het titelgevecht tussen Miočić en de ruim vier jaar ongeslagen Werdum alsnog plaats. Miočić sloeg zijn tegenstander die dag na 2.47 minuten in de eerste ronde knock-out en won daarmee de UFC-wereldtitel. Hij verdedigde die in september 2016 voor de eerste keer door ook Alistair Overeem binnen een ronde knock-out te slaan. Datzelfde deed hij in mei 2017 weer, tegen Junior dos Santos. Daarmee nam hij meteen revanche op een van de twee mannen die hem ooit versloeg. Miočić verdedigde zijn wereldtitel op 20 januari 2018 voor de derde keer. Na vijf volle ronden van vijf minuten tegen Francis Ngannou wees de jury hem unaniem als winnaar aan. In de ogen van de juryleden won hij alle ronden. Met zijn overwinning op Ngannou werd Miočić de eerste zwaargewicht in de geschiedenis van de UFC die zijn titel meer dan twee keer verdedigde. Miočić verloor op 7 juli 2018 zijn titel aan kampioen lichtzwaargewicht (tot 93 kilo) Daniel Cormier. Cormier sloeg hem die dag een halve minuut voor het einde van de eerste ronde tegen de grond en gaf hem al liggend nog vier stoten. Miocic verdedigde zich niet, waarop de scheidsrechter de partij beëindigde en Cormier de nieuwe kampioen was.

### Tweede UFC-titel
Miočić nam meer dan een jaar geen nieuw gevecht aan, wachtend op een rematch met Cormier. Die kwam in augustus 2019. De rematch duurde vier ronden, waarin met name Cormier schade aanrichtte. Miočić kreeg hem in ronde vier wel aan het wankelen en bleef toen uithalen tot Cormier naar de grond ging. De scheidsrechter beëindigde het gevecht, waarmee Miočić opnieuw kampioen was. Ook Cormier wilde een rematch en kreeg die in augustus 2020. De twee bleven deze keer allebei vijf ronden op de been, waarna de jury Miočić (unaniem) aanwees als winnaar.
Ngannou diende zich op 27 maart 2021 opnieuw aan als uitdager en nam Miočić zijn titel weer af. De Kameroener had in zijn voorgaande vier gevechten al zijn tegenstanders knock-out geslagen en daar ontkwam ook Miočić niet aan. In tegenstelling tot Ngannou's voorgaande vier tegenstanders bleef hij overeind tot de tweede ronde, maar toen ging hij na 52 seconden voor de tweede keer in een minuut tegen de vlakte.
Miočić zou het opnemen tegen de huidige zwaargewichtkampioen Jon Jones op 11 november 2023. Jones moest zich echter terugtrekken vanwege een blessure. Het gevecht tussen Miočić en Jones werd verplaatst naar 16 november 2024 tijdens UFC 309, wat inmiddels drie jaar na Miočićs laatste gevecht was. Miočić verloor het gevecht door middel van een technische knock-out in de derde ronde. Hierna kondigde hij het einde van zijn carrière aan.